# Dani ponosa i slave
Dani ponosa i slave deseti je studijski album Prljavog kazališta nakon 20. rođendana. Na njemu se nalaze i 2 pjesme rap sastava Tram 11. To su pjesme "Tram 11" i "Hrvatski velikani" zajedno s "Introm". Najveći hit s albuma je "Ako tražiš nekoga". Trajanje bez Tram 11: 38:04; ukupno trajanje: 41:19.

## Popis pjesama
1. Intro (0:30)
2. Dobro jutro šezdesetosmaši (4:44)
3. Dani ponosa i slave (3:27)
4. Jednostavno najgori (2:56)
5. Tram 11 (1:39)
6. Muškarci su svinje (3:31)
7. Ako tražiš nekoga (3:37)
8. Brane srušit ću sve (5:16)
9. Bye, bye (3:56)
10. Svu noć padala je kiša (5:08)
11. Intro 2 (0:13)
12. Hrvatski velikani (1:23)
13. Pa sad lažem kao ti (4:59)